# 암호문

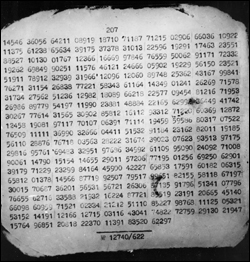
1953년 KGB 암호문

암호학에서 암호문(暗號文, ciphertext, cyphertext)은 암호 알고리즘을 이용하여 평문에 수행한 암호화의 결과이다. 암호문은 암호화된 정보 또는 인코딩된 정보라고도 하는데 그 이유는 해독에 필요한 적절한 암호 없이 사람이나 컴퓨터가 읽을 수 없는 특정한 평문이 포함되어 있기 때문이다. 암호화의 반의어인 해독은 읽기가 가능한 평문으로 암호문을 전환하는 과정이다. 암호문은 암호가 아닌 코드의 결과를 의미하는 코드텍스트와는 구별된다.

## 저명한 암호문
- 배빙턴 음모 암호
- 치머만 전보
- 조디악 킬러 암호

## 같이 보기
- 암호화 해시 함수
- 빈도분석 (암호)
- 분류:미해독 문서